# Байконур (Улытауская область)
Байконур (каз. Байқоңыр— «богатая долина») — село в Улытауском районе Улытауской области Казахстана. Административный центр Жангильдинского сельского округа. Код КАТО — 356041100.
Железнодорожная станция Байконыр на линии Жезказган — Саксаульская  (линия построена в 2012—2014 годах, с 2016 года по ней действует пассажирское сообщение). 

## География
Село расположено примерно в 120 км к юго-западу от районного центра. Через село протекает небольшая пересыхающая река Байконур.

## История
По одной из версий, название «Байконыр» переводится с казахского как «песчаные холмы с богатой растительностью» или «местность, принадлежащая баю Конуру» .
По информации (достоверность которой подвергнута сомнению) во второй половине XIX века газета «Московские ведомости» опубликовала следующее сообщение властей:
…Доводится до сведения жителей Москвы и губернии, что за незаконные сборища и смутьянские разговоры о каких-то полётах православных на Луну мещанин замоскворецкой части Никита Петров выслан из Москвы под надзор полиции в киргиз-кайсацкое поселение Байконур.
В 1907 году английские предприниматели, заинтересовавшиеся месторождением медных руд в окрестностях Джезказгана, провели геологоразведочные работы и обнаружили в урочище Байконур залежи каменного угля, необходимого для работы медеплавильного завода. Урочище было взято англичанами в аренду и в 1914 году там началась добыча угля.
В 1914—1917 годах была построена узкоколейная железная дорога, соединявшая Байконур с Карсакпаем и Джезказганом. Дорога была демонтирована в начале 1980-х годов.
С 29 июля 1948 года по 7 октября 1950 года на действовавшем в посёлке Байконур угольном руднике существовало отделение Степлага.
По одной из легенд, в середине 1950-х, для дезориентирования вероятного противника, близ села были построены камуфляжные сооружения — «ложный космодром». Ввести США в заблуждение не удалось, но ложный космодром просуществовал до начала 1970-х. Подтверждения этой легенды не существует, не сохранилось и каких-либо следов наличия «космодрома» в окрестностях села Байконур.
Осенью 1958 года в Советском Союзе были проведены крупномасштабные испытания в интересах создания системы противоракетной обороны. В испытаниях участвовали три полигона: Капустин Яр, Тюра-Там (НИИП № 5) и Сары-Шаган. Близ населенного пункта Байконур Карагандинской области специально для этих испытаний была оборудована стартовая установка для пуска легких ракет, испытываемых в Капустином Яре. Все стартовое оборудование и ракеты были доставлены по железной дороге до станции Карсакпай, а далее автотранспортом перевезены к месту назначения. После окончания испытаний надобность во временной стартовой позиции близ Байконура отпала, она была демонтирована весной 1959 года. 
После запуска 12 апреля 1961 года космического корабля «Восток» с первым космонавтом Земли Ю. А. Гагариным в международные организации были сообщены координаты этой стартовой позиции в качестве координат места, откуда стартовал «Восток», название «Байконур» советской открытой печати закрепилось за настоящим космодромом — НИИП № 5, расположенным в 300 км юго-западнее села Байконур.

## Население
В 1999 году население села составляло 625 человек (299 мужчин и 326 женщин). По данным переписи 2009 года, в селе проживало 427 человек (199 мужчин и 228 женщин).

## Транспорт
Село соединяется автомобильной дорогой с посёлком Карсакпай.
Через село проходит строившаяся с 2012 года железная дорога Жезказган — Саксаульская, которая является частью транзитного коридора «граница Китая — порт Актау — Баку — Грузия — Турция — страны Европы». Движение по линии «Жезказган — Бейнеу» было торжественно открыто президентом Казахстана Н. А. Назарбаевым 22 августа 2014 года.